# Agostino Cottolengo
Agostino Cottolengo (Bra, 22 ottobre 1794 – Bra, 8 aprile 1853) è stato un pittore italiano.

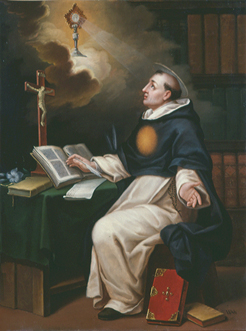
Ritratto di St.Tommaso d'Aquino (1846)

Studiò a Torino all'Accademia Albertina, e trascorse il resto della vita nella città natale, dove diresse una scuola di pittura molto frequentata. Era fratello di Giuseppe Agostino Benedetto Cottolengo, quinto di dodici figli.
Eseguì prevalentemente dipinti per le chiese di Bra e dei dintorni (Storie del Battista per la chiesa dei Battuti Neri, o San Giovanni Decollato; Martirio di Sant'Andrea per S. Andrea, in seguito trasferito al Santuario della Madonna dei Fiori; immagini di Sebastiano Valfrè e di Sant'Antonio Abate per S. Giovanni; Cristo risorto per la chiesa dei Battuti Bianchi, o della Trinità), e alcuni ritratti. Una sua opera si trova nella cappella di San Carlo nella Basilica del Corpus Domini di Torino.
Una sua opera pittorica è una pala d'altare dedicata alla Santissima Trinità all'interno della cappella della borgata di Tetti Cavalloni di Piobesi Torinese.